# Hannah Roberts
Hannah Roberts, född 10 augusti 2001 i South Bend, Indiana, är en amerikansk tävlingscyklist som främst tävlar i BMX.

## Karriär
Vid OS 2020 tog Roberts silver i disciplinen BMX freestyle. Hon har även tagit två guld i de Panamerikanska spelen år 2019 och 2023.